# Matching Tye
Matching Tye – przysiółek w Anglii, w hrabstwie Essex, w dystrykcie Epping Forest. Leży 20 km na zachód od miasta Chelmsford i 38 km na północny wschód od Londynu.